# 蒙茹瓦
蒙茹瓦（法語：Montjoi，法語發音：[mɔ̃ʒwa] ⓘ）是法国奧克西塔尼大區塔恩-加龙省的一个市镇，属于卡斯泰尔萨拉桑区。

## 地理
蒙茹瓦（44°11'48"N, 0°55'12"E）面积14.67 平方千米，位于法国奧克西塔尼大區塔恩-加龙省，该省份为法国西南部内陆省份，北起顺时针与洛特省、阿韦龙省、塔恩省、上加龙省、热尔省和洛特-加龙省接壤。
与蒙茹瓦接壤的市镇（或旧市镇、城区）包括：圣莫兰、维萨堡、布拉萨克、卡斯泰尔萨格拉、佩尔维尔。

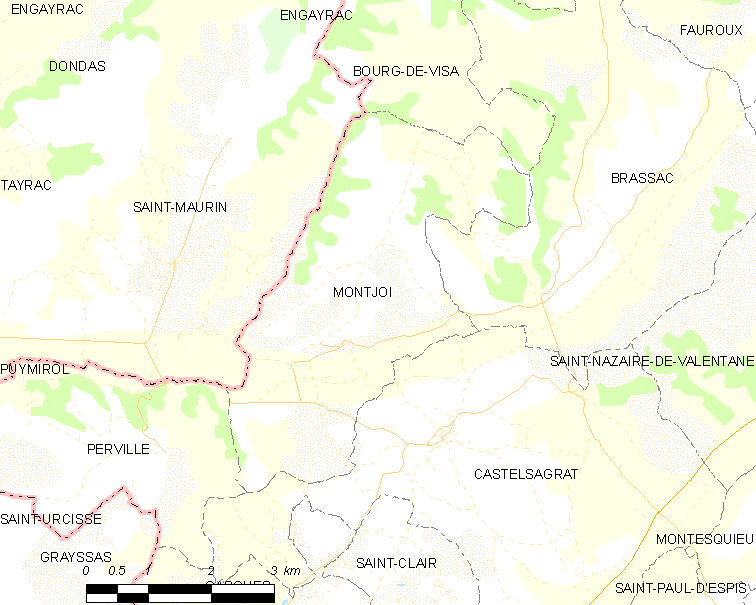
蒙茹瓦的OSM定位图

蒙茹瓦的时区为UTC+01:00、UTC+02:00（夏令时）。

## 行政
蒙茹瓦的邮政编码为82400，INSEE市镇编码为82130。

## 政治
蒙茹瓦所属的省级选区为瓦朗斯县。

## 人口

1962-2008年间蒙茹瓦人口变化图示

蒙茹瓦于2022年1月1日时的人口数量为171人。